# Киддерминстер Харриерс
«Киддерминстер Харриерс» (англ. Kidderminster Harriers Football Club) — английский футбольный клуб из города Киддерминстер, графство Вустершир, Западный Мидленд. Основан в 1886 году. Домашние матчи проводит на стадионе «Эггборо». Клуб является единственным представителем Вустершира, когда-либо игравшим в Футбольной лиге Англии.
В настоящее время выступает в Национальной лиге, пятом по значимости дивизионе в системе футбольных лиг Англии.

## История
Футбольный клуб «Киддерминстер Харриерс» был основан в 1886 году на основе успешных легкоатлетического и регбийного клубов, которые существовали с 1877 года. Сезон 1885/86 стал последним, в котором клуб играл по правилам регби. После этого «Харриерс» стал футбольным клубом.

### «ФК Олимпик» и «Киддерминстер»
Первый матч «гончие» сыграли 18 сентября 1886 года, на выезде обыграв Уилден со счётом 2-1. В первое время клуб играл на Честер Роад (в настоящее время крикетный стадион), но, начиная с сезона 1887-88, команда играет свои матчи на Эггборо. 
Оба клуба, Олимпик и Хэрриерс, были основателями Лиги Бирмингема и окрестностей в 1889 году. Олимпик выиграл эту лигу в 1890 году, а Хэрриерс были вторыми.[1] Оба клуба регулярно собирали на трибунах 2-4 тысячи зрителей, а в дни дерби на трибуны приходило до 7000 человек. Благодаря успехам клубов, оба они обвинялись в «профессионализме» и что они нелегально платят своим игрокам зарплату, на что комитет лиги вынес обоим клубам предупреждение.
В 1890 году два клуба объединяются как ФК Киддерминстер, полностью профессиональный клуб. Новый клуб был допущен к участию в Лиге Мидланда, которая была сформирована в 1889 году.[1] Команда стала первой командой города, что приняла участие в Кубке Англии, где после победы в 4 квалификационном раунде вышла в первый раунд (1/16 финала). Киддерминстер проиграл 3-1 на выезде Дарвену, но опротестовал результат из-за плохого состояния поля. Протест клуба был удовлетворен, и через неделю матч был переигран в Дарвене, где хозяева выиграли 13-0. Клуб находил довольно тяжелым финансовое бремя статуса полностью профессионального, поэтому он покинул лигу и был расформирован в марте 1891 года. Битва за захват зала заседаний в конце сезона помешала их подготовке к первому сезону на Конференции; в результате клуб изо всех сил старался сохранить усилия по быстрому возвращению в Футбольную лигу, в итоге заняв 15-е место в Национальной конференции. Бывший капитан Харриеров и бывший Донкастер Роверс, игрок Челтнем Тауна и Бернли, помощник тренера Марк Йейтс заняли пост менеджера, уволенного Стюарт Уоткисс в течение сезона. Он уводил клуб от незначительной опасности понижения в сезоне 2005–06 и во время своей первой полноценной кампании впервые выступил в финале FA Trophy на стадионе Уэмбли через 12 лет. Однако они проиграли 3:2 Стивенидж Боро перед 53 262 игроками. Однако их форма в лиге была менее впечатляющей, что привело к финишу в середине таблицы три сезона подряд.

### Лига Бирмингема
Команда, с вернувшимся статусом любительского клуба, начала выступать в Лиге Бирмингема и окрестностей со следующего сезона под названием Киддерминстер Харриерс. В сезоне 1906-07 клуб снова достигает первого раунда Кубка Англии, где на выезде проигрывает Олдем Атлетику 5-0. В 1910 году тогдашний защитник сборной Англии Джесси Пеннингтон был заявлен за «гончих», после спора с его основным клубом ВБА. Он успел провести одну игру за Киддерминстер, прежде чем спор был разрешен и он вернулся в свой основной клуб.
Двадцатые годы были тяжелыми для клуба: плохая игровая форма и финансовые проблемы преследовали команду. Харриерс завоевали второе место в лиге в сезоне 1924-25. В этом сезоне «гончие» сделали многие заголовки национальных газет, подписав Стэнли Фазакерли, который был первым футболистом, перешедшим в другой клуб за рекордные 5000 фунтов, и забившем победный гол в финале Кубка Англии в 1915 году за Шеффилд Юнайтед. После претензии по зарплате, прежний его клуб (Вулверхэмптон Уондерерс) дал ему 14 дней на то, чтобы он убирался на все четыре стороны. Эта информация была случайно подслушана фанатами «гончих», которые быстро связались с секретарем Харриерс. А когда капитан «Волков» Джордж Гетгуд также имел спор с клубом по поводу контракта, то он тоже оказался в итоге в стане Киддерминстера.
В сезоне 1927-28 секретарь клуба Пэт Дэвис был обвинен во взятничестве командой Крэдли Хит. В ходе расследования Дэвис признался, что предлагал игрокам Бертон Таун бонус по 10 шиллингов за победу над Вустер Сити в последнем матче сезона. Матч был сыгран вничью, и деньги не выплачивались. Случай имел большой резонанс в национальной прессе и Дэвис был временно отстранен от всех должностей.
Харриерс создали себе репутацию рассадника молодых талантов для профессиональных футбольных клубов, в это время в «большие» клубы переходят: защитник Билли Блейк (Кристал Пэлас), крайний полузащитник Фред Лидхэм (перешел в ВБА за £300), Деннис Дженнингс (в Хаддерсфилд Таун за £600) и нападающий Норман Брукс (в Уолсолл за £70). В сезоне 1935-36 был установлен рекорд клуба по голам в одном сезоне, Билли Босвелл смог отличиться 64 раза.

### Южная Лига
После победы в 1938 и 1939 годах в своей лиге, «гончие» перешли на следующий сезон в Южную Лигу, но до начала Второй мировой войны успели провести там всего три матча.[1]
Команда вновь начала играть в Южной Лиге в 1948 году.[1] Их первый матч завершился вничью 1-1, за ходом игры наблюдали 3889 болельщиков. Будущий генеральный секретарь Футбольной ассоциации Тэд Крокер был игроком Киддерминстера в начале 50-х, так же как и будущий нападающий сборной Англии Джерри Хитченс (1953-55). Харриерс были первыми, кто использовал искусственное освещение на матче Кубка Англии 14 сентября 1955 в матче против Брирли Хилл Альянс в переигровке квалификационного раунда, где Киддерминстер выиграл 4-2.[1] В сезоне 1956-57 клуб вновь столкнулся с финансовыми сложностями, и после нескольких сезонов борьбы, добровольно перешел обратно в Лигу Бирмингема.[1]
В промежуток между 1964 и 1972 годами в Лиге Бирмингема царила эра Киддерминстера. Четыре чемпионских титула (включая три в промежуток 1968-70 годов) и 8 различных местных кубков были завоеваны в это время.[1] Брендан Уоссолл дебютировал на Эггборо 19 октября 1962 года. Он провел за клуб 686 матчей и забил 269 мячей, выступая до 1975 года. Его сын Даррен играл за Ноттингем Форест, Бирмингем Сити и Дерби Каунти.
В 1963 году Питер Уоссолл пришел в клуб по совету своего брата Брендана, после выступлений за Волков и Астон Виллу. После одного сезона в полузащите, Питер перешел в группу атаки и забил 448 мячей в 621 игре за «гончих». Он перешел в Херефорд Юнайтед в 1971 году, но на следующий сезон вернулся в Киддерминстер.
Клуб вернулся в Южную лигу в сезоне 1972-73 в Первый дивизион Север, второй уровень Южной лиги.

### Конференция
Под управлением играющего тренера Йона Чемберса (бывшего игрока «Астон Виллы») в 1983 году «гончие» продвинулись в Альянс Премьер-Лиги, после финиша вторыми в Южной Лиге, вслед за «Лемингтоном», которому было отказано в повышении по причинам несоответствия стадиона требованиям лиги.[1]
После неудачного старта в первом сезоне на новом уровне, в команду был приглашен бывший тренер «Лемингтона» Грэм Элнер, который задержится на этом посту 16 лет. Несмотря на то, что клуб играет не на территории Уэльса, его приглашали для участия в Кубке Уэльса в 70-е и 80-е годы. «Харриерс» выходили дважды в финал этого соревнования в 1986 и 1989 годах.
В июле 1985 года Элнер подписал нападающего «Глостер Сити» Кима Кейси за £2500. Ранее игрок также выступал за «Саттон Колдфилд» и «Лемингтон». В свой первый сезон за «гончих» Кейси забил 73 мяча в 69 играх, установив рекорд клуба, а в следующем сезоне Кейси отличился ещё 47 раз. Он перешел в «Челтнем Таун» в августе 1990 года за £25000. Партнером Кейси впереди в основном был Пол Дэвис, который забил 307 голов в 656 матчах за 13 лет, проведенных в клубе, тогда как Кейси забил около 200 голов за шесть сезонов.
В 1989 году Киддерминстер открыл свою молодежную академию, первым из клубов, не выступающих в Футбольной Лиге.[1]
В 1994 году команда выиграла Конференцию, но не получила повышение в Футбольную Лигу из-за ужесточившихся требований к стадионам после пожара на стадионе «Брэдфорд Сити». Главная трибуна «Еггборо» была деревянной, и несмотря на заверения в том, что новая трибуна будет готова к началу сезона (обещание было выполнено), а также поддержку СМИ, Футбольная Лига отказала «гончим» в повышении.[1] Ирония ещё и заключалась в отсутствии проблем с размещением 8000 зрителей в домашней встрече с «Вест Хэмом» в пятом раунде Кубка Англии этого года.[1]
Команда финишировала второй за «Маклсфилд Таун» в 1997 году, но затем два года подряд клуб занимал места в нижней половине таблицы.
«Харриерс» получили самую большую сумму за игрока среди клубов, не входящих в Футбольную Лигу, £700 000 были получены за переход Ли Хьюза в «Ковентри Сити» в августе 2001 года. Киддерминстер продал Хьюза в «Вест Бромвич Альбион» в 1998 с условием выплаты 15% от будущего трансфера игрока. Этот пункт был активирован, когда Хьюз перешел в «Ковентри Сити» за 5 миллионов фунтов.

### Футбольная лига
При поддержке миллионера Лионеля Ньюнона, бывшая звезда «Ливерпуля» Ян Мёльбю был назначен менеджером в сезоне 1999/2000. Он одержал победу в чемпионате с первой попытки, обогнав «Рашден энд Даймондс» на 9 очков.[1] Однако, низкая посещаемость (клуб находится в районе, где несколько клубов Премьер-лиги и Чемпионшипа), а также падение доходов от трансляций (в связи с закрытием ITV Digital), обрекли клуб на борьбу за выживание. И после пяти сезонов «Киддерминстер» снова вылетел в Конференцию.

### Возвращение в Конференцию

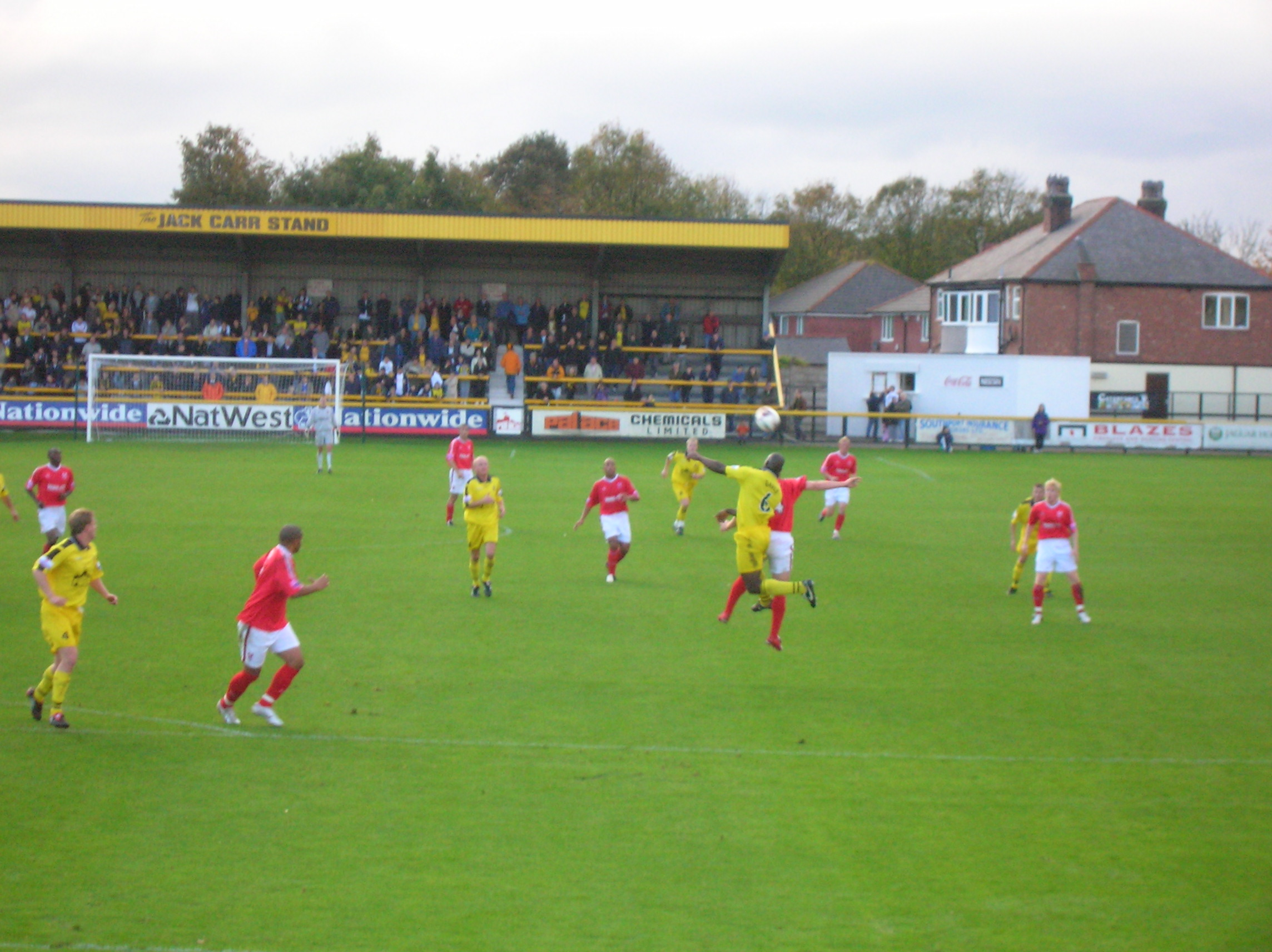
Киддерминстер (в красном) играют с Саутпортом в 2005

Слухи о поглощении команды, нарушили подготовку к первому сезону в Конференции и борьбу за быстрое возвращение обратно в Футбольную Лигу, клуб на финише сезона оказался лишь на 15 месте. Экс-капитан «гончих», а также бывший игрок Донкастер Роверс, Челтнем Таун и ассистент тренера клуба Бернли Марк Йетс был назначен главным тренером, вместо, уволенного в ходе сезона Стюарта Уоткисса. Марк в сезоне 2005-06, добился безопасного положения в лиге, а также дошел до финала ФА Трофи в 2006-07, где, однако, команда уступила клубу Стивенидж на стадионе Уэмбли в присутствии 53262 зрителей. Выступления в лиге в этот период, однако, были невпечатляющими (финиш в середине таблицы три сезона подряд).
В декабре 2009 года Марк Йетс и его помощник Нейл Ховарт покинули клуб, перейдя в Челтнем Таун.
После месяца поисков нового менеджера, что смог бы заменить Йетса, был подписан двух с половиной летний контракт со Стивом Барром, бывшим менеджером клуба Стейлибридж Селтик, который был продлен позже до 2014 года. Команда финишировала шестой в первом сезоне под управлением Барра. На следующий сезон, «гончие» вновь заняли шестое место, в шаге от плей-офф. Харриерс получили 5 очков штрафа, за неверную финансовую информацию.
Сезон 2012-13 начался для команды плохо, Киддерминстер проиграл в первых пяти матчах сезона, а пять следующих свел вничью. Однако потом, случилось одно из самых невероятных преображений в истории футбола. Команда выиграла следующие 22 матча из 26, это помогло ей подняться на вершину таблицы. В январе Харриерс установили трансферный рекорд, заработав £300 000 на продаже нападающего Джамилля Мэтта в Флитвуд Таун. После ухода Мэтта, Киддерминстер взял в аренду Майкла Гаша из Кембридж Юнайтед, с приоритетным правом покупки игрока в конце сезона. Битва за чемпионство должна была завершиться в последнем туре. Мансфилд Таун опережал Киддерминстер на 2 очка. Харриерс в присутствии 6453 зрителей победили Стокпорт Каунти со счетом 4-0, но Мэнсфилд сумел обыграть уже попавший в плей-офф и поэтому немотивированный Рэксхэм со счетом 1-0. Киддерминстер финишировал вторым и в полуфинале плей-офф встретился с Рэксхэмом, где по сумме двух встреч уступил ему 5-2, и остался в Конференции на следующий сезон После этого фантастического сезона 3 игрока клуба попали в символическую сборную года в лиге.
Хорошая ранняя форма в сезоне 2013-14 позволило клубу стать на некоторое время вторым в лиге. В ноябре Стив Барр вел переговоры о посте менеджера с клубом Форест Грин Роверс, но они не увенчались успехом и Барр вернулся к «гончим», которые уже начали терять свои позиции в лиге. Команда неплохо выступала в кубке в этом сезоне, был пройден клуб Второй ЛигиНьюпорт Каунти во втором раунде, а в третьем раунде на Еггборо была удержана нулевая ничья с клубом Первой Лиги Питерборо Юнайтед. Однако, Барр не получил шанса увидеть переигровку, потому как после поражения 6-0 от Лутон Тауна он был уволен с поста менеджера 7 января 2014 года. На следующий день Энди Торн был назначен на эту должность. Первую игру под руководством Торна команда выиграла дома у Солсбери Сити со счетом 3-0, а Джо Лолли сделал свой первый хет-трик в последней игре в лиге за Харриерс, перед переходом в Хаддерсфилд Таун. Лолли было позволено остаться в клубе ещё на одну игру (переигровку матча кубка), где он забил победный год в выигранной на выезде встрече с Питерборо Юнайтед 3-2. На следующий день Лолли перешел в Хаддерсфилд за £250 000, пробыв в Киддерминстере всего полгода. После его ухода, дела в лиге у клуба пошли ещё хуже, и несмотря на достижение в Кубке Англии, Торн был уволен через 54 дня после назначения, после всего трех побед в 10 играх, которые включали поражение 1-0 от клуба Премьер-Лиги Сандерленда в четвёртом раунде Кубка Англии. Пятого марта, бывший помощник Барра, Гари Уилд был назначен менеджером Киддерминстера на последние 13 игр до конца сезона. Под его управлением «гончие» проиграли только однажды в 13 играх, но 6 ничьих не позволили команде подняться выше 7 места и попробовать свои силы в плей-офф за выход в лигу выше.
В апреле 2014 стало известно, что Гари Уилд продлил свой контракт с Харриерс ещё на один год. Сезон 2014/15 хорошо начался для клуба, первые 7 игр были пройдены без поражений. С сентября по декабрь в следующих 15 играх, результат был не такой хороший, Харриерс покинули зону плей-офф в преддверии Рождественских праздников. В ноябре было объявлено, что Киддерминстер имеет финансовые проблемы и что бюджет заработной платы должен быть уменьшен. Два ключевых игрока были отданы в аренду в Оксфорд Юнайтед и Бристоль Роверс, оба перехода, должны были состояться в январе. Другой причиной неудачного выступления команды в лиге было ухудшившееся состояния поля. Признаком игры двух команд на поле было превращение травы в грязь. Показательно что, в декабре и январе команда выиграла все 4 выездные встречи, но проиграла все 4 домашние. При сокращении бюджета в январе, клуб был вынужден отпустить нескольких игроков, включая ключевого нападающего Майкла Гаша и важного полузащитника Кайла Сторера, после 150 его игр за команду. Однако это дало шанс бывшему забивному нападающему Ли Хьюзу вернуться в Киддерминстер после 18 лет отсутствия в команде. Контракт 38-летнего Хьюза с Форест Грин был расторгнут по обоюдному согласию и игрок вернулся на Еггборо где Ли начал свою карьеру в 1994 году, и забил 70 голов в 139 встречах, до перехода в Вест Бромвич в 1997 году. Хьюз забил во втором своем дебютном матче за «гончих» в домашнем матче против Уокинга. Харриерс находились на шестом месте в конце декабря и могли завоевать себе место в плей-офф. Однако команда выиграла только 3 игры из следующих 20, проиграв 12 из них, и финишировала только на 16-м месте. В конце сезона было объявлено, что только 5 игроков на следующий сезон смогут подписать контракты, а зарплатный бюджет будет в очередной раз уменьшен.

## Достижения
- Национальная Конференция Победитель: 1994, 2000
- Национальная Конференция Призёр: 1997, 2013
- ФА Трофи Победитель: 1987, Финалист: 1991, 1995, 2007
- Кубок Футбольной Конференции Победитель: 1997, Финалист 1989
- Кубок Уэльса Финалист: 1986, 1989
- Кубок Южной Лиги Победитель: 1980
- Премьер дивизион Южной Лиги Призёр: 1982/83